# Nick Bourne
Nicholas Henry "Nick" Bourne, barone Bourne di Aberystwyth (1º gennaio 1952), è un politico gallese dal Partito Conservatore che è stato leader dei Conservatori Gallesi e membro dell'Assemblea nazionale per il Galles per il Galles centrale e occidentale dall'agosto 1999 al maggio 2011.
Nelle elezioni del Senedd del 2011, ha perso inaspettatamente il suo seggio. È stato nominato alla Camera dei lord nel settembre 2013 e l'anno successivo è diventato la whip del governo.

## Biografia
Formatosi alla King Edward VI School, Chelmsford, all'Università di Aberystwyth e al Trinity College, Cambridge, è stato Presidente della Cambridge University Solicitors e della Cambridge University Conservative Association. Bourne è stato anche professore di diritto e assistente dello Swansea Institute of Higher Education. È anche docente occasionale all'Università di Hong Kong.
I suoi interessi politici includono l'economia, gli affari esteri, la salute e l'istruzione. Chiede ancora un referendum prima di dare più potere all'Assemblea.
Nick Bourne siede nella commissione per gli affari europei dell'Assemblea nazionale per il Galles ed è il portavoce del suo partito sulle questioni costituzionali. Prima di prendere parte alla politica gallese si è presentato come candidato Tory alle elezioni suppletive di Chesterfield (1984) e alle elezioni di Worcester.